# Rabies virus
Rabies virus е РНК вирус от род Lyssavirus. Той е един от основните причинители на заболяването бяс при животните и човека.

## Морфология
Rabies virus има нишковидна и по-често куршумоподобна форма. Диаметърът му е 70 – 170 nm, а дължината му е 300 nm. В антигенно отношение вирусът е стабилен. Известен е само един серотип. Изменчивостта е едно от най-важните му свойства. Благодарение на нея е получен virus fixe, с който са поставени основите на имунопрофилактиката на беса. Има значителнa устойчивост във външната среда. При температура 20 °C вирусът се инактивира за 28 – 53 дни, при 50 °C за 1 час, при 80 °C за 2 минути. Вирусът се инактивира при pH 3,0, а се запазва при pH 5 до 10,0. Устойчив е на йод и други антисептици. Дезинфекционните средства като 2% натриева основа, 5% формалин и 3 – 5% хлорна вар го убиват при въздействие от няколко часа.

## Класификация
Вирусът заедно с още няколко причинителя на бяс при прилепите е класифициран в род Lyssavirus. Заедно с род Vesiculovirus образуват семейство Rhabdoviridae.
При изследване на циркулацията на вируса в Европа посредством методите на молекулярна епидемиология са установени 4 групи на вируса:
- Североизточна група – установена е в западна Русия, Финландия, Прибалтика, Полша и Словакия. В последните години вирусът от тази група се адаптира към енотовидни кучета.
- Източна група – вируси от тази група циркулират на територията на Австрия, Босна и Херцеговина, Чехия, Унгария, Сърбия, Черна гора и Полша. Адаптиран е към всички видове месоядни животни.
- Западна група – разпространен е в Австрия, Франция и Белгия. Адаптиран е предимно към лисици.
- Централноевропейска група – Представителите на тази група са установени в Чехия, Германия и Полша. Адаптиран е към всички месоядни животни.

При огнища през 1979 г. и 1981 г. в бивша Югославия (днес на територията на страните Черна гора и Сърбия) са изолирани два щама на вируса, които не са характерни за Европа. Такива щамове циркулират на територията на Грузия и североизточна Турция. Предполага се, че това са щамове вируси, които са съществували в Европа преди да навлязат гореописаните четири.